# Zoramia leptacantha
Espèce
Synonymes
- Apogon leptacanthus Bleeker, 1856

Zoramia leptacantha est un poisson présent dans la région Indo-Pacifique : de la Mer Rouge à la Nouvelle-Calédonie. Sa taille maximale connue est de 6 cm.

## Référence
- (en) Catalogue of Life : Zoramia leptacantha (Bleeker, 1856) (consulté le 16 décembre 2020)
- (en + fr) FishBase : espèce Zoramia leptacantha  (Bleeker, 1856) (+ traduction) (+ noms vernaculaires 1 & 2)
- (en) WoRMS : espèce Zoramia leptacantha (Bleeker, 1856)